# Kabinett Touré

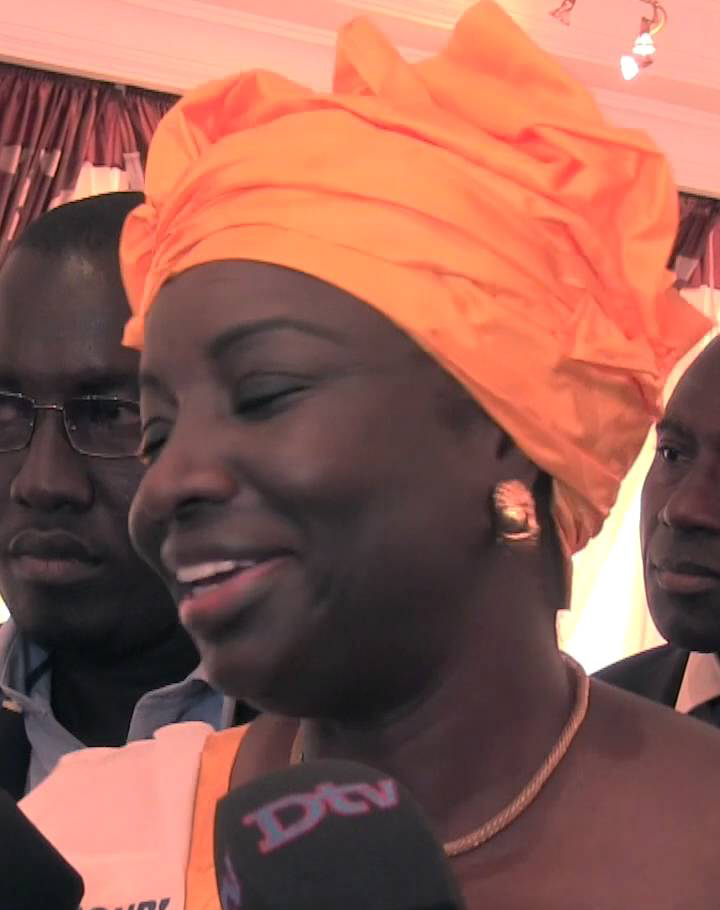
Aminata Touré

Das Kabinett Touré wurde am 2. September 2013 als Regierung Senegals gebildet. Es folgte dem Kabinett Mbaye nach, das ab 2. April 2012 amtierte. Abgelöst wurde es am 6. Juli 2014 von dem Kabinett Dionne I.
Nach der Entlassung von Abdoul Mbaye als Regierungschef am 1. September 2013 ernannte Präsident Macky Sall am gleichen Tag Aminata Touré zur neuen Premierministerin. Die Zusammensetzung des neuen Kabinetts wurde am 2. September 2013 bekanntgegeben.

## Zusammensetzung
Nach dem Stand vom 2. September 2013 gehörten der Regierung 27 Minister und 5 Ministerinnen an, die für folgende Ressorts zuständig waren:
1. Augustin Tine, Ministre des Forces armées
2. Eva Marie Coll Seck, Ministre de la Santé et de l’Action sociale
3. Mankeur Ndiaye, Ministre des Affaires étrangères et des Sénégalais de l‘Extérieur
4. Sidiki Kaba, Ministre de la Justice, Garde des Sceaux
5. Abdoulaye Daouda Diallo, Ministre de l’Intérieur
6. Amadou Ba, Ministre de l’Economie et des Finances
7. Papa Abdoulaye Seck, Ministre de l’Agriculture et de l’Equipement
8. Diéne Farba Sarr, Ministre de la Promotion des Investissements et des Partenariats
9. Mor Ngom, Ministre de l’Environnement et du Développement durable
10. Thierno Alassane Sall, Ministre des Infrastructures, des Transports terrestres et du Désenclavement
11. Anta Sarr, Ministre de la Femme, de la Famille et de l’Enfance
12. Abdoulaye Baldé, Ministre du Plan
13. Benoit Sambou, Ministre de la Jeunesse, de l’Emploi et de la Promotion des valeurs civiques
14. Abdoul Aziz Mbaye, Ministre de la Culture et du Patrimoine
15. Mary Teuw Niane, Ministre de l’Enseignement supérieur et de la Recherche
16. Cheikh Abiboulaye Diéye, Ministre de la Communication et de l’Economie numérique
17. Sérigne Mbaye Thiam, Ministre de l’Education nationale
18. Aly Ngouille Ndiaye, Ministre de l’Industrie et des Mines
19. Alioune Sarr, Ministre du Commerce, de l’Entrepreneuriat et du Secteur informel
20. Aminata Mbengue Ndiaye, Ministre de l’Elevage et des Productions animales
21. Abdou Latif Coulibaly, Ministre de la Promotion de la bonne Gouvernance, chargé des Relations avec les Institutions, porte-parole du Gouvernement
22. Maîmouna Ndoye Seck, Ministre de l’Energie
23. Oumar Youm, Ministre de l’Aménagement du territoire et des Collectivités locales
24. Mbagnik Ndiaye, Ministre des Sports et de la Vie associative
25. Khoudia Mbaye, Ministre de l’Urbanisme et de l’Habitat
26. El Ali Haidar, Ministre de la Pêche et des Affaires maritimes
27. Mansour Sy, Ministre de la Fonction publique, du Travail, du Dialogue sociale et des Organisations professionnelles
28. Pape Diouf, Ministre de l’Hydraulique et de l’Assainissement
29. Oumar Gueye, Ministre du Tourisme et des Transports aériens
30. Mamadou Talla, Ministre de la Formation professionnelle, de l’Apprentissage et de l’Artisanat
31. Khadim Diop, Ministre de la Restructuration et de l’Aménagement des Zones d‘Inondation
32. Mouhamadou Mactar Cissé, Ministre délégué auprès du Ministre de l’Economie et des Finances, chargé du Budget